# Vicia bifolia
Vicia bifolia är en ärtväxtart som beskrevs av Takenoshin Nakai. Vicia bifolia ingår i släktet vickrar, och familjen ärtväxter. Inga underarter finns listade i Catalogue of Life.